# 辜燮高
辜燮高（1923年—2021年），男，四川眉山人，中国历史学家，南开大学历史学院教授，中国民主同盟盟员，曾任中国英国史研究会副理事长。

## 生平
1923年10月，出生于四川省眉山县。1946年武汉大学历史系毕业。1950年获爱丁堡大学文科硕士。回国后于广西大学任副教授，1951年到南开大学任教，后升为教授。
2021年1月15日上午11时55分在天津逝世，享年98岁。